# Seroczyńszczyzna
Seroczyńszczyzna – kolonia wsi Chłodne Włóki w Polsce, położona w województwie podlaskim, w powiecie sokólskim, w gminie Krynki.
W latach 1975–1998 kolonia administracyjnie należała do województwa białostockiego.